# Limony
Limony és un municipi francès situat al departament de l'Ardecha i a la regió d'Alvèrnia-Roine-Alps. L'any 2007 tenia 754 habitants.

## Demografia

### Població
El 2007 la població de fet de Limony era de 754 persones. Hi havia 304 famílies de les quals 80 eren unipersonals (32 homes vivint sols i 48 dones vivint soles), 100 parelles sense fills, 100 parelles amb fills i 24 famílies monoparentals amb fills.
La població ha evolucionat segons el següent gràfic:
Habitants censats

### Habitatges
El 2007 hi havia 364 habitatges, 309 eren l'habitatge principal de la família, 28 eren segones residències i 27 estaven desocupats. 343 eren cases i 21 eren apartaments. Dels 309 habitatges principals, 252 estaven ocupats pels seus propietaris, 51 estaven llogats i ocupats pels llogaters i 6 estaven cedits a títol gratuït; 10 tenien dues cambres, 49 en tenien tres, 106 en tenien quatre i 144 en tenien cinc o més. 242 habitatges disposaven pel capbaix d'una plaça de pàrquing. A 112 habitatges hi havia un automòbil i a 168 n'hi havia dos o més.

### Piràmide de població
La piràmide de població per edats i sexe el 2009 era:
| Homes | Edats   | Dones |
| ----- | ------- | ----- |
| 0     | 95 o +  | 0     |
| 0     | 90 a 94 | 0     |
| 0     | 85 a 89 | 4     |
| 8     | 80 a 84 | 0     |
| 20    | 75 a 79 | 8     |
| 12    | 70 a 74 | 32    |
| 24    | 65 a 69 | 8     |
| 24    | 60 a 64 | 28    |
| 0     | 55 a 59 | 16    |
| 32    | 50 a 54 | 24    |
| 28    | 45 a 49 | 20    |
| 20    | 40 a 44 | 16    |
| 8     | 35 a 39 | 16    |
| 12    | 30 a 34 | 20    |
| 44    | 25 a 29 | 20    |
| 8     | 20 a 24 | 8     |
| 24    | 15 a 19 | 8     |
| 20    | 10 a 14 | 8     |
| 12    | 5 a 9   | 8     |
| 16    | 0 a 4   | 24    |

## Economia
El 2007 la població en edat de treballar era de 472 persones, 359 eren actives i 113 eren inactives. De les 359 persones actives 323 estaven ocupades (181 homes i 142 dones) i 36 estaven aturades (16 homes i 20 dones). De les 113 persones inactives 50 estaven jubilades, 23 estaven estudiant i 40 estaven classificades com a «altres inactius».

### Ingressos
El 2009 a Limony hi havia 311 unitats fiscals que integraven 762,5 persones, la mediana anual d'ingressos fiscals per persona era de 19.619 €.

### Activitats econòmiques
Dels 23 establiments que hi havia el 2007, 1 era d'una empresa extractiva, 1 d'una empresa de fabricació d'altres productes industrials, 5 d'empreses de construcció, 3 d'empreses de comerç i reparació d'automòbils, 3 d'empreses d'hostatgeria i restauració, 2 d'empreses financeres, 4 d'empreses immobiliàries, 2 d'empreses de serveis i 2 d'empreses classificades com a «altres activitats de serveis».
Dels 8 establiments de servei als particulars que hi havia el 2009, 2 eren paletes, 1 electricista, 1 perruqueria, 2 restaurants, 1 agència immobiliària i 1 saló de bellesa.
L'any 2000 a Limony hi havia 20 explotacions agrícoles que ocupaven un total de 42 hectàrees.

## Equipaments sanitaris i escolars
El 2009 hi havia una escola elemental.

## Poblacions més properes
El següent diagrama mostra les poblacions més properes.